# Alienation (videojuego)
Alienation es un videojuego de disparos y rol desarrollado por Housemarque y publicado por Sony Interactive Entertainment. Fue lanzado en abril de 2016 para PlayStation 4. El juego es un shooterisométrico de doble stick en el que de uno a cuatro jugadores se defienden de una invasión alienígena en la Tierra a través de niveles cada vez más difíciles. Los jugadores pueden elegir una de las tres clases de personajes, cada una con sus propias habilidades. Los jugadores pueden mejorar sus armas con objetos coleccionables, conocidos como núcleos de mejora.
El desarrollo de Alienation se insinuó a principios de enero de 2014 y se anunció en la convención Sony Gamescom de 2014. En 2015, los desarrolladores dieron a conocer detalles de la jugabilidad y las clases y su primer tráiler. Según Sony, el juego saldría en algún momento de 2015; se retrasó hasta el 2 de marzo de 2016. Tras otro retraso de tres semanas, salió a la venta como parte de una promoción de Sony que lanzaba seis juegos en siete semanas. Desde el lanzamiento de Alienation, Housemarque ha actualizado el juego con expansiones gratuitas y de pago. Recibió críticas positivas, con elogios para los elementos de twin-stick y la función multijugador cooperativa. Los críticos criticaron la falta de un modo cooperativo local, que se añadió más tarde, y la falta de variedad del juego en cuanto a armas y munición.

## Jugabilidad y trama
Alienation es un juego isométrico de disparos con dos palancas ambientado en un futuro en el que los alienígenas están invadiendo la Tierra. Después de que una gran parte de la población haya sido asesinada o mutada, el destino de la humanidad recae en un grupo de cuatro soldados de UNX (un grupo militar reunido para ayudar a prevenir los ataques alienígenas). El juego cuenta con un modo para un solo jugador, un modo cooperativo local y un modo multijugador que permite jugar a cuatro personas a la vez, en el que cada jugador controla a un soldado muy modificado de una de las tres clases de personajes: Bioespecialista, Saboteador y Tanque. Cada clase tiene sus propias armas, mecánicas de movimiento y habilidades, y se puede "subir de nivel" hasta el nivel treinta. El Bioespecialista puede curar a otros miembros del equipo y crear estelas venenosas. El Tanque es capaz de crear un escudo detrás del cual los jugadores pueden situarse y puede "volar todo", permitiendo a los jugadores maniobrar más fácilmente. El Saboteador tiene la capacidad de volverse invisible, y puede llamar a los ataques aéreos cuando sea necesario. Los jugadores se defienden de hordas de alienígenas a través de niveles cada vez más difíciles. En el modo multijugador, los jugadores pueden revive revivir a los demás y utilizar los puntos de control de los niveles para reaparecer si mueren.
Los jugadores pueden encontrar nuevas armas en las entregas aleatorias. Muchas armas contienen ranuras para insertar "núcleos de mejora"; dependiendo del núcleo, las mejoras pueden afectar a la cadencia de fuego, el tamaño del cargador, el daño u otras mecánicas del arma. Los objetos y el botín aleatorios, como las armas nuevas (y más potentes) y los núcleos de mejora, caen a intervalos aleatorios y cuando se derrota a los enemigos. La clase de un botín difiere según la rareza, que va desde la clase "stock" a la "legendaria". Los objetos no deseados pueden convertirse en metal, que se utiliza para mejorar las estadísticas del arma. La puntería se consigue apuntando con un láser azul en la dirección en la que el jugador desea disparar. Los jugadores pueden "lanzarse y luchar", derribando a muchos enemigos a la vez para tener más espacio.
Cuando un jugador acumula suficiente experiencia, "sube de nivel" y puede gastar puntos en tres habilidades activas y tres pasivas, elegidas entre varias opciones en un trío de árboles de habilidades. Cada habilidad tiene un temporizador de enfriamiento, lo que obliga a los jugadores a utilizarlas estratégicamente. Los puntos pueden cambiarse de un árbol de habilidades a otro en cualquier momento. Cuando un jugador muere, su multiplicador de experiencia se reinicia. Una vez completado el modo historia de Alienation, el jugador desbloquea misiones con tareas similares a las de un botín y misiones con objetos especiales como recompensa. El jugador desbloquea enemigos más difíciles, armas más potentes y la posibilidad de completar niveles difíciles, generados procedimentalmente, ambientados en la nave espacial del alienígena. Al final del juego se desbloquean dos tipos de "llaves". Las llaves OVNI se utilizan para el "botín", y las llaves arca se utilizan para los combates entre jugadores.

## Desarrollo y lanzamiento
Alienation fue desarrollado por la compañía finlandesa de videojuegos Housemarque y publicado por Sony Interactive Entertainment. Salió a la venta el 26 de abril de 2016 en exclusiva para PlayStation 4. El juego, insinuado por primera vez en enero de 2014, fue anunciado en la conferencia de Sony Gamescom de 2014. En un artículo de preguntas y respuestas en el Blog de PlayStation en abril de 2014, Mikael Haveri de Housemarque dijo que se inspiran para muchos de sus juegos en otros juegos. Haveri citó Dark Souls y Demon's Souls como ejemplos, diciendo que "toman un concepto que les gusta [a los desarrolladores] y tratan de mejorarlo o darle un giro". Según Haveri, Alienation tendrá contenidos (como una mejor mecánica de explosión) que los jugadores no han visto antes. Señaló la posibilidad de que haya referencias a otros juegos de Housemarque, de forma similar a la incorporación de Resogun en Dead Nation.
En abril de 2015 los desarrolladores publicaron detalles sobre la jugabilidad de Alienation, diciendo que contaría con tres clases de personajes, y "un montón de botín y una tonelada de personalización de armas". También se publicaron detalles sobre los enemigos. El mismo día, Housemarque publicó un vídeo de juego de dos minutos y medio de la prealfa en el que se mostraba la función de juego cooperativo. A principios de 2016, Alienation se presentó en el PlayStation Digital Showcase de Sony.
Sony anunció que Alienation saldría a la venta en algún momento de 2015. Posteriormente, el juego se retrasó hasta el 2 de marzo de 2016, y se volvió a retrasar hasta el 23 de marzo. Otro retraso pospuso su lanzamiento hasta el 26 de abril, cuando formó parte de la promoción PlayStation Store Launch Party 2016 de Sony: seis juegos lanzados en un periodo de siete semanas.

### Después del lanzamiento
Desde el lanzamiento de Alienation, Housemarque ha actualizado y añadido contenido descargable (DLC) al juego. A principios de julio de 2016 se introdujeron ligas clasificatorias y un modo cooperativo local. Se añadieron otras opciones de personalización, como los colores de las balas. También se añadieron dos nuevos niveles de dificultad (maestro y experto) y nuevos "niveles de héroe". El 5 de julio, se presentó un pase de temporada y el primer DLC (el Pack de Supervivientes), junto con una mención al próximo DLC titulado Pack de Conquistadores. El 23 de agosto, Housemarque introdujo tres nuevos DLC: el Pack de Armas, el Pack de Pinturas de Armaduras y el Pack de Héroes Veteranos, todos ellos (con el Pack de Supervivientes y el Pack de Conquistadores) incluidos en el pase de temporada. Se introdujeron misiones semanales para ofrecer a los jugadores un reto adicional, y también se añadió otro nivel de dificultad.

## Recepción
Alienation recibió críticas positivas por parte de los críticos de videojuegos en su lanzamiento. Recibió una puntuación de 79 sobre 100 en el sitio web Metacritic, lo que indica "críticas generalmente favorables". Muchos críticos alabaron la mecánica de doble stick del juego, y Jordan Devore, del blog de videojuegos Destructoid, lo calificó como "uno de los shooters de doble stick con mejores sensaciones" que había jugado. Matt Miller escribió para la revista de videojuegos Game Informer que, en el modo multijugador, Alienation era uno de los mejores juegos de disparos con dos palancas. Según Ben Tyrer, de GamesRadar, aunque los mapas del juego no sean memorables, sí lo son su diseño y su mecánica de disparos con dos palancas.
Los críticos prefirieron su modo de juego cooperativo al modo para un solo jugador, pero se mostraron confusos por la falta de cooperación local del juego. En GameSpot, un sitio web de noticias sobre videojuegos, Jason D'Aprile alabó el modo de juego cooperativo de Alienation, pero se sintió frustrado por la falta de un modo local, aunque dijo que "con una tropa completa en línea" el juego era "fácilmente uno de los mejores juegos de acción multijugador de los últimos tiempos". En la reseña de David Jenkins para el sitio de noticias británico Metro, el cooperativo era "divertido a pesar de todo". En USgamer, Jaz Rignall se extrañó de que no fuera una característica cuando el juego salió a la venta, diciendo que sería el "juego perfecto para el cooperativo de sofá". Aunque Ben Tyrer, de GamesRadar, disfrutó del juego, también opinó que le vendría bien tener una función "tensa, de aplastamiento de pads, de cooperación en el sofá". Matt Miller, de Game Informer, prefirió el juego cooperativo al de un solo jugador.
Los críticos mencionaron la falta de variedad de armas y munición del juego. Según Vince Ingenito, de IGN, Alienation no tenía suficientes armas y le decepcionó que muchas de ellas tuvieran el mismo aspecto y comportamiento. Jordan Devore, de Destructoid, escribió que incluso con las mejoras activadas, el juego tenía pocas armas disponibles. Matt Miller se sintió frustrado por quedarse repetidamente sin munición; aunque el sistema de mejoras del juego era interesante, su falta de munición (que describió como "cargadores de munición tediosamente pequeños") dificultaba la diversión.

Los críticos tuvieron otros problemas con Alienation. A Jason D'Aprile, de GameSpot, le molestó la imposibilidad de pausar el juego incluso en el modo para un solo jugador. Aunque David Jenkins, de Metro, consideró que el diseño de las criaturas era "poco inspirado", los gráficos del juego en general eran decentes. Según los críticos de gamesTM, Housemarque no hizo un buen trabajo a la hora de combinar dos elementos del juego -el sistema de botín incremental (que se consigue a través de la molienda) y la mecánica de juego en la que los jugadores repiten las fases para aumentar la puntuación-, lo que dio como resultado un "ciclo de juego que no coincide con la pureza o la compulsión de ninguno de los dos".